# Otto Herrmann (Maler)
Otto Hermann, genauer Otto Herrmann (* 30. Januar 1899 in Stuttgart; † 18. Mai 1995 ebenda) war ein deutscher Maler und Grafiker. Er wird zu den Vertretern des Expressiven Realismus gezählt.

## Leben und Werk
Nach einer Chemiegrafenlehre in Stuttgart studierte Otto Herrmann von 1920 bis 1928 bei Christian Landenberger, Christian Speyer und Heinrich Altherr an der Kunstakademie Stuttgart. Er absolvierte Studienaufenthalte in Italien und in Frankreich.
Von 1928 bis 1933 arbeitete Herrmann freiberuflich als Maler und Zeichner für Zeitschriften wie die Jugend, den Eulenspiegel und den Roten Pfeffer. 1932 nahm er an Ausstellungen der Juryfreien Künstlervereinigung Stuttgart teil. Von 1930 bis 1944 veröffentlicht er Zeichnungen in der Satirezeitschrift Simplicissimus. 1937 wurde ein Bild von ihm als entartet aus der Staatsgalerie Stuttgart entfernt. Zudem wurde er aus dem Reichsverband der Deutschen Presse ausgeschlossen. 1939 wurde er zur Wehrmacht eingezogen. 1940 wurde er von seinem früheren Arbeitgeber, der Firma Gustav Dreher in Stuttgart, für kriegswichtige Arbeiten reklamiert und arbeitete bis Kriegsende für eine medizinische Zeitschrift. Ab 1945 zeichnete er weiterhin für Satirezeitschriften wie den Ulenspiegel, das Wespennest und den Simpl und wirkte als freiberuflicher Künstler in Stuttgart. 1947 nahm er erstmals an einer Ausstellung der Stuttgarter Sezession teil. Er hatte in den Folgejahren zahlreiche Einzelausstellungen.
Bekannt wurde Otto Herrmann 1950 durch seine Lithographienserie „Die Verdammten“, die durch den Roman Theodor Pliviers „Stalingrad“ inspiriert war. „Sein Anliegen, die äußerste Entwürdigung und Verlorenheit des Menschen im Kriegsgeschehen ins Bewusstsein zu bringen, trug ihm den Vorwurf ein, die deutschen Soldaten zu diffamieren.“ Das sich in der Bundesrepublik entwickelnde Wirtschaftswunder, die Wiederbewaffnungsdebatte und sein expressiv-realistischer Stil, der dem neuen abstrakten Stil aus Frankreich und den USA zuwiderlief, entzogen ihm für seine Themen zunehmend den künstlerischen Boden. Erst die Politisierung der Kunst im Umfeld der 1968er-Bewegung rückten Otto Herrmanns Werk wieder in das gesellschaftliche Bewusstsein.
Nach dem Tode Otto Herrmanns 1995 rief seine Ehefrau Maria Herrmann eine Stiftung ins Leben, die sich seither um die Erfassung und den Erhalt des künstlerischen Nachlasses bemüht. 1998 wurde in Stuttgart-Feuerbach der Otto-Herrmann-Weg nach dem Künstler benannt.

## Monogramme
Beispiel für sieben unterschiedlich gestaltete Monogramme Hermanns nach dem Monogrammlexikon:

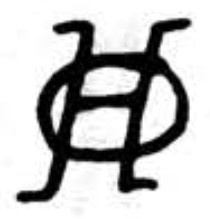
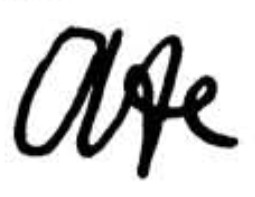
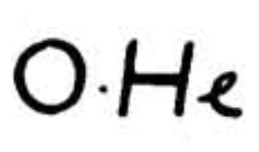
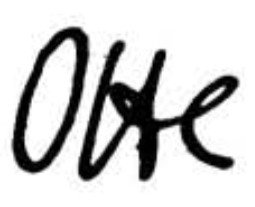
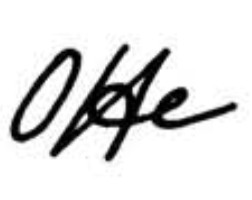
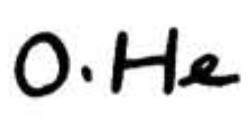
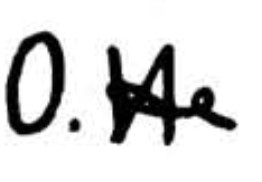
Datiert 1919